# Lophosceles minimus
Lophosceles minimus är en tvåvingeart som först beskrevs av Malloch 1919.  Lophosceles minimus ingår i släktet Lophosceles och familjen husflugor. Arten är reproducerande i Sverige. Inga underarter finns listade i Catalogue of Life.